# Monthly Comic Dengeki Daioh
Monthly Comic Dengeki Daioh (月刊コミック電撃大王, Gekkan komikku Dengeki Daiō) est un magazine de prépublication de mangas mensuel de type shōnen publié par ASCII Media Works (anciennement MediaWorks) depuis 1994.

## Séries parues
- A Certain Scientific Railgun
- Absolute Solitude
- Accel World
- Adachi to Shimamura
- Ano Natsu de Matteru
- Asura Cryin'
- Azumanga daioh
- Blood Alone
- Celestial Method
- Etotama
- Gokudo
- Gunslinger Girl
- Gurren Lagann
- Infinite Ryvius
- Kami-sama no Memo-chō
- Kamichu!
- Kanon
- Kashimashi ~Girl Meets Girl~
- Kishin Taisen Gigantic Formula
- Library Wars
- La Mélodie du ciel
- Murder Princess
- Nagi no Asukara
- Ōkami kakushi
- Onegai Teacher
- Onegai Twins
- Les Petites Fraises
- Shakugan no Shana
- Shingetsutan tsukihime
- Shirobako
- Sola
- Sora o kakeru shōjo
- Strike the Blood
- Toradora!
- Uchū no Stellvia
- White Album
- Yagate kimi ni naru
- Yoake mae yori ruri iro na
- Yotsuba & !
- Zegapain